# 维洛里
维洛里（法語：Vilory，法語發音：[vilɔʁi]）是法国上索恩省的一个市镇，属于沃苏勒区。

## 地理
维洛里（47°43'27"N, 6°13'52"E）面积4.15 平方千米，位于法国勃艮第-弗朗什-孔泰大區上索恩省，该省份为法国东部内陆省份，北起顺时针与孚日省、贝尔福地区省、杜省、汝拉省、科多尔省和上马恩省接壤。
与维洛里接壤的市镇（或旧市镇、城区）包括：拉维勒讷沃-贝勒努瓦和拉迈兹、讷雷昂沃、瓦罗涅。

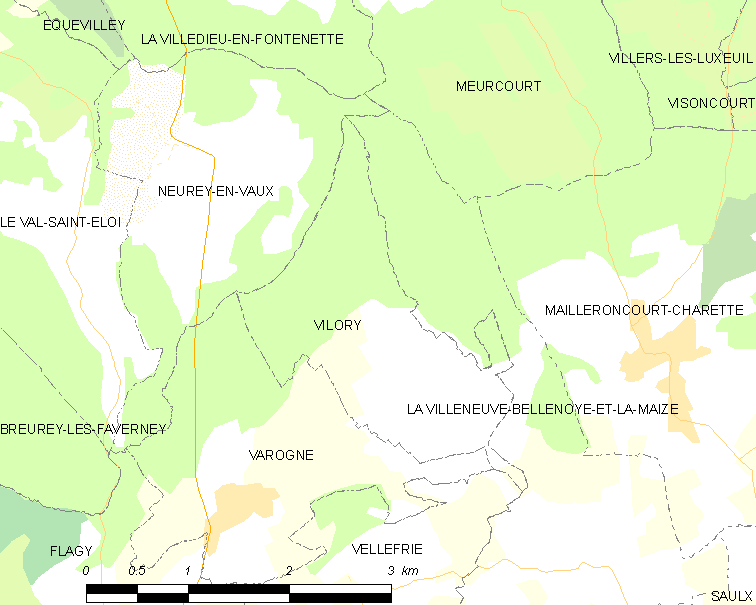
维洛里的OSM定位图

维洛里的时区为UTC+01:00、UTC+02:00（夏令时）。

## 行政
维洛里的邮政编码为70240，INSEE市镇编码为70569。

## 政治
维洛里所属的省级选区为沃苏勒第二县。

## 人口

1962-2008年间维洛里人口变化图示

维洛里于2022年1月1日时的人口数量为68人。